# Поркулин (струмок)
Порку́лин — струмок в Україні, у Путильському районі Чернівецької області. Правий доплив Путилки (басейн Дунаю).

## Опис
Довжина струмка приблизно 10 км. Формується з багатьох безіменних струмків.

## Розташування
Бере початок на сході від гори Буковат. Тече переважно на південний захід через село Паркулина. У селищі Путила впадає в річку Путилку, праву притоку Черемошу. 
На річці розташований водоспад «Поркулин».